# Первое музыкальное
Первое музыкальное Издательство — российское музыкальное издательство и лейбл звукозаписи. Артистами издательства являются Валерий Меладзе, Кристина Орбакайте, Чичерина, Марк Тишман, Тимур Родригез, Юля Паршута, Zivert и другие музыканты.
В издательство входит «НМК» Виктора Дробыша, «Meladze Music» Константина Меладзе и «Sound Media» Татьяны Тур.
В 1996—2001 гг. издательство являлось частью группы компаний «СОЮЗ», с 2021 года входит в концерн «Zvonko Digital».

## История
Издательство основано юристом Алексеем Сафриным, до этого возглавлявшим юридическую службу в компании «PolyGram-Russia» Бориса Зосимова. Компания была зарегистрирована 10 июля 1996 года, а 25 сентября в Москве в отеле «Radisson Славянская» прошло торжественное мероприятие, посвящённое её открытию. В том же году было подписано Генеральное соглашение с Российским авторским обществом. Благодаря соглашению, каталог издательства и все его авторы были представлены в международной системе авторско-правовых организаций. Издательство стало частью группы компаний «СОЮЗ», которая до экономического кризиса 1998 года была монополистом на российском музыкальном рынке. В апреле 1999 года издательство подписало договор с американской компанией Warner Chappell Music и стало эксклюзивным представителем её интересов в России. Главным условием договора стало положение о взаимном представлении интересов.
7 мая 2001 года «Музыкальное издательство СОЮЗ» выходит из концерна «СОЮЗ» меняя своё название на «Первое музыкальное Издательство», при этом должность генерального директора переходит от Алексея Сафрина к Максиму Дмитриеву, ранее занимавшему должность старшего юриста компании.
25 мая 2012 года издательством был выпущен дебютный альбом Ивана Дорна «Co'n'dorn», продюсером которого выступил Роман Бестселлер. Пластинка получила положительные отзывы от музыкальных критиков. Большинство обозревателей посчитали, что альбом стал одной из лучших поп-пластинок, выпущенных в 2012 году. В поддержку альбома было выпущено восемь синглов, наибольшего успеха из которых добился «Стыцамэн». Также синглами вышли песни «Тем более», «Ненавижу», «Так сильно», «Северное сияние», «Синими, жёлтыми, красными», «Идолом» и «Бигуди».
После поглощения 18 июня 2013 года лейбла «Gala Records» структурами Warner Music Group британского миллиардера Леонида Блаватника, управление авторскими правами каталога Warner в России перешло от «Первого музыкального Издательства» к «Warner Music Russia».
В 2015 году после завершения продажи миллиардеру Аркадию Ротенбергу телекомпании «Красный квадрат» Лариса Синельщикова договорилась о выходе из капитала «Первого музыкального Издательства», в котором с 2007 года напрямую владела долей в 60 %, а ранее — через долю в студии звукозаписи REAL Records. О сделке стало известно в сентябре 2016 года. Доля Синельщиковой была распределена между продюсерами Виктором Дробышем, Владимиром Дубовицким, Игорем Матвиенко, Константином Меладзе и Максимом Фадеевым, с которыми она работала много лет. Сумма соглашения не раскрывалась. 19 сентября 2016 года Максим Дмитриев сложил с себя полномочия главы организации из-за конфликта интересов — в конце августа на внеочередной конференции авторов он был избран генеральным директором Российского авторского общества. Исполняющим обязанности гендиректора «Первого музыкального Издательства» была назначена Мария Опарина, ранее на протяжении семи лет занимавшая должность исполнительного директора компании, а до этого бывшая юристом холдинга «Красный квадрат» и продюсерского центра Виктора Дробыша. 25 января 2017 года Опарина официально вступила в должность, а осенью был создан YouTube-канал «Первое музыкальное», на котором 7 ноября было выложено первое видео — сборник из 20-ти лучших песен певца MONATIK.
В 2017 году к лейблу присоединилась певица Zivert, выпустив 15 сентября композицию «Анестезия», авторами и продюсерами которой выступили LYRIQ, SLEM и Илья Жихарев. 17 января 2018 года на песню был выложен видеоклип, режиссёром которого стал Сергей Грей. 6 апреля вышел первый мини-альбом «Сияй» из 4 треков: «Ещё хочу», «Зелёные волны», «Сияй» и «Океан». 30 ноября 2018 года певица выпустила песню «Life», а 12 марта 2019 года на неё был презентован клип, снятый Ярославом Коротковым в Гонконге. На март 2025 года видео имеет более 220 млн просмотров на YouTube.
14 марта 2018 года был выпущен сингл Филиппа Киркорова под названием «Цвет настроения синий», продюсером которого стала Светлана Лобода. На песню был снят видеоклип, премьера которого состоялась 27 апреля 2018 года в эфире шоу «Вечерний Ургант». Созданием видео занималась творческая команда передачи, а продюсером стал сам Иван Ургант.. В клипе приняли участие звёзды российской эстрады, такие как Николай Басков, Яна Рудковская, Александр Плющенко, Ольга Бузова, Григорий Лепс, Тимати, Гнойный, Амиран Сардаров, Иван Ургант и Лейоми Мальдонадо. 25 июля совместно с Николаем Басковым было выпущено продолжение под названием «Ibiza». В клипе, опубликованном 8 сентября, приняли участие Сергей Шнуров, Валерий Леонтьев, Андрей Малахов, Гарик Харламов и Анита Цой. Обе композиции получили широкий резонанс и были неоднозначно восприняты критиками и поклонниками музыкантов.
27 августа 2021 года издательство вошло в концерн Zvonko Digital, наряду с такими лейблами, как Национальное музыкальное издательство, Студия СОЮЗ, Союз-Мьюзик, А+ и Effective Records, а также дистрибьютором FreshTunes и YouTube-каналом StarPro. Управляющим Zvonko Digital стал Дмитрий Коннов, бывший генеральный директор «Universal Music Russia».
Осенью 2021 года к издательству присоединился певец Shaman, подписав контракт с продюсером Виктором Дробышем. При этом заявлялось, что Дробыш занимается лишь продвижением и дистрибуцией песен, а Ярослав Дронов сам пишет песни и продюсирует своё творчество. В рамках контракта было выпущено шесть синглов: «Разлука-любовь», «Теряем мы любовь», «Встанем», «Ты моя», «До самого неба» и «Я русский». В сентябре 2022 года музыкантом было объявлено, что его сотрудничество с Виктором Дробышем прекращено в связи с истечением срока контракта.
4 апреля 2022 года совместно с Velvet Music и Gazgolder была основана Ассоциация музыкальной индустрии (АМИ). Гендиректором сроком на пять лет был назначен Валерий Дробыш — владелец рок-лейбла OSUMA, сын Виктора Дробыша.
В 2022 году братья Валерий и Константин Меладзе, а также Вера Брежнева покинули Россию, в то же время группа ВИА Гра объявила о временной приостановке своей деятельности на неопределённый срок. В начале 2023 года Константин Меладзе вышел из доли издательства в пользу своей сестры Лианы.
В начале 2024 года Виктор Дробыш и Александр Третьяков вышли из доли в издательстве, передав свои 12% и 25% Максиму Дмитриеву, тем самым увеличив его долю в компании с 43 до 68 процентов. С 17 июня 2024 года доля компании в 68% находится в залоге у коммерческого банка «Новый век», принадлежащего через ООО «Фирма Эльви» Валерию Дробышу (27,69%) и ООО «Ко-Фи» (29,84%), руководство которой осуществляет Александр Сухотин, генеральный директор РАО и соучредитель Zvonko Digital.
После успеха сериала «Король и Шут» Рустама Мосафира издательство в феврале 2024 года приобрело полный каталог группы Король и Шут.
28 января 2025 года продюсер Роман Бестселлер представил новую версию трека «Вечно молодой» группы Смысловые Галлюцинации. В записи принял участие основатель и бывший лидер коллектива Сергей Бобунец. В свежей интерпретации песня приобрела более танцевальный характер. По словам продюсера, он старался «бережно сохранить музыкальные партии и драйвовую, но грустную атмосферу» оригинала. Сингл станет саундтреком для будущего фильма. 21 февраля на песню был представлен клип, в котором обыгрывается избавление музыканта от алкогольной зависимости. Режиссёром выступил Антон Ставицкий.

## Собственники и руководство
- Мария Опарина — генеральный директор, член совета «ВОИС»[30], член совета «РСП»[31]
- Дмитрий Майко — исполнительный директор, член авторского совета «РАО»[32], генеральный директор «Национальное музыкальное издательство»[33], учредитель (75%) «Effective Records»[34]
- Максим Дмитриев — учредитель (68%), председатель правления Российского авторского общества (РАО)[35], вице-президент совета «ВОИС»[30], член правления «РСП»[31]
- Эраст Чантурия — соучредитель (20%), продюсер, член ревизионной комиссии «РАО»[36], соучредитель (44%) «Национальное музыкальное издательство»[33]
- Лиана Меладзе — соучредитель (12%), продюсер и соучредитель (22%) «Velvet Music»[37]
- Андриан Мельников, Малика Хидирова, Алан Белини — A&R[38]

## Нынешние участники
| Артист             | Настоящее имя                     |
| ------------------ | --------------------------------- |
| Кристина Орбакайте | Кристина Эдмундовна Орбакаc       |
| Вера Брежнева      | Вера Викторовна Галушка           |
| Альбина Джанабаева | Альбина Борисовна Джанабаева      |
| София Тарасова     | София Михайловна Тарасова         |
| Гузель Хасанова    | Гузель Альфиковна Хасанова        |
| Люся Чеботина      | Людмила Андреевна Чеботина        |
| Чичерина           | Юлия Дмитриевна Чичерина          |
| Юля Паршута        | Юлия Васильевна Паршута           |
| Zivert             | Юлия Дмитриевна Сытник            |
| Rita Dakota        | Маргарита Сергеевна Герасимович   |
| Слава              | Анастасия Владимировна Сланевская |
| Мария Зайцева      | Мария Данииловна Зайцева          |
| Ева Польна         | Ева Леонидовна Польна             |
| Наталья Ветлицкая  | Наталья Игоревна Ветлицкая        |
| Владимир Кузьмин   | Владимир Борисович Кузьмин        |
| Леонид Агутин      | Леонид Николаевич Агутин          |
| Дима Билан         | Виктор Николаевич Белан           |
| Алексей Воробьёв   | Алексей Владимирович Воробьёв     |
| Дмитрий Колдун     | Дмитрий Александрович Колдун      |
| Валерий Меладзе    | Валерий Шотаевич Меладзе          |
| Марк Тишман        | Марк Иосифович Тишман             |
| Тимур Родригез     | Тимур Михайлович Керимов          |
| Денис Клявер       | Денис Ильич Клявер                |
| Burito             | Игорь Юрьевич Бурнышев            |
| IVAN               | Александр Викторович Иванов       |
| Shura              | Александр Владимирович Медведев   |
| Сергей Бобунец     | Сергей Станиславович Бобунец      |
| Вячеслав Бутусов   | Вячеслав Геннадьевич Бутусов      |
| Николай Носков     | Николай Иванович Носков           |
| Юрий Лоза          | Юрий Эдуардович Лоза              |
| Дидюля             | Валерий Михайлович Дидюля         |
| Султан Лагучев     | Султан Шамелевич Лагучев          |
| Gidayyat           | Гидаят Эйвазович Аббасов          |
| Сакит Самедов      | Сакит Самедов                     |
| Dato               | Давид Худжадзе                    |

| Название    | Лидер                           |
| ----------- | ------------------------------- |
| Ленинград   | Сергей Владимирович Шнуров      |
| Руки Вверх! | Сергей Евгеньевич Жуков         |
| 7Б          | Иван Константинович Демьян      |
| Танцы Минус | Вячеслав Борисович Петкун       |
| Братья Грим | Константин Вениаминович Бурдаев |
| Инь-Ян      | Артём Юрьевич Иванов            |
| Орден Славы | Вячеслав Геннадьевич Бутусов    |
| Тутси       | Ирина Викторовна Ортман         |
| Чи-Ли       | Ирина Алексеевна Забияка        |
| Hi-Fi       | Тимофей Владимирович Пронькин   |
| Кар-мэн     | Сергей Михайлович Лемох         |
| Чай вдвоём  | Станислав Михайлович Костюшкин  |

| Название               | Записи    |
| ---------------------- | --------- |
| Кино                   | 1980—1990 |
| Nautilus Pompilius     | 1982—1997 |
| Агата Кристи           | 1987—2010 |
| Король и Шут           | 1988—2014 |
| Смысловые Галлюцинации | 1989—2017 |
| Андрей Губин           | 1989—2005 |
| Отпетые мошенники      | 1996—2022 |
| Михей и Джуманджи      | 1997—2002 |
| ВИА Гра                | 2000—2022 |
| Ю-Питер                | 2001—2017 |
| БиС                    | 2007—2010 |
| MBAND                  | 2014—2020 |
| #2Маши                 | 2015—2023 |